# Yolanda Violeta García Santos
Yolanda García Santos (León, 31 de agosto de 1971) es una política valenciana de origen castellanoleonés, diputada a las Cortes Valencianas en la VII y VIII legislaturas.

## Trayectoria política
Ha sido miembro del consejo ejecutivo de Nuevas Generaciones del  Partido Popular de Alicante y ocupó el cargo de directora de gabinete de la Consejería de Educación de la Generalidad Valenciana. Considerada ideológicamente cercana a Francisco Camps, fue elegida diputada por Alicante a las elecciones a las Cortes Valencianas de 2007 y  2011. Fue vicepresidenta de la Comisión de Industria, Comercio y Turismo de las Cortes Valencianas.

## Corrupción
Como tesorera de e PPCV, ha sido acusada por delitos electorales y una presunta financiación ilegal del partido en el marco del conocido Caso Gürtel que estalló en febrero de 2009 y en el que se vieron implicados desde el entonces presidente de la Generalidad Francisco Camps o el exvicepresidente Víctor Campos hasta el secretario general del PPCV Ricardo Costa.